# Hypamblys fluminensis
Hypamblys fluminensis är en stekelart som först beskrevs av Gabriel Strobl 1901.  Hypamblys fluminensis ingår i släktet Hypamblys och familjen brokparasitsteklar. Inga underarter finns listade i Catalogue of Life.